# Lycalopex
Lycalopex (sin: Pseudalopex) é um gênero da família Canidae, em que são classificados animais de porte médio ou pequeno, nativos da América do Sul, conhecidos de forma genérica como "raposas sul-americanas". O nome antigo, Pseudalopex, vem da união entre as palavras gregas Alopex "raposa" e Pseudo "falso", indicando seu distante parentesco e semelhança com as raposas do Hemisfério Norte do gênero Vulpes. O gênero Lycalopex está mais próximo dos lobos e chacais, pertencentes ao gênero Canis, do que às raposas "autênticas".
Um provável parente destes animais era a raposa das Falkland (Dusicyon australis) das Ilhas Malvinas, que era de tamanho igual ao de um lobo e foi extinta no século XIX.

## Espécies e subespécies
| Imagem | Nome                  | Nome comum                | Distribuição |
| ------ | --------------------- | ------------------------- | --- |
|        | Lycalopex culpaeus    | Raposa-colorada           | Equador e Peru para as regiões do sul da Patagônia e Tierra del Fuego                                                                          |
|        | Lycalopex fulvipes    | Raposa-de-Darwin          | Parque Nacional Nahuelbuta (Região da Araucanía), a Cordilheira Costeira Valdiviana (Região de Los Ríos) no Chile continental e Ilha de Chiloé |
|        | Lycalopex griseus     | Raposa-cinzenta-argentina | Argentina e Chile |
|        | Lycalopex gymnocercus | Graxaim-dos-campos        | Norte e centro da Argentina, Uruguai, leste da Bolívia, Paraguai e sul do Brasil                                                               |
|        | Lycalopex sechurae    | Raposa-do-deserto-peruana | Centro-oeste, noroeste do Peru, incluindo o Deserto de Sechura e sudoeste do Equador                                                           |
|        | Lycalopex vetulus     | Raposinha-do-campo        | Campos e cerrados da região centro-oeste do Brasil                                                                                             |

## Evolução
|  | \| \| Lycalopex gymnocerus graxaim-do-campo \| \| \| \| \| \| Lycalopex griseus raposa-cinzenta-argentina \| \| \| \| |
|  | |
|  | Lycalopex gymnocerus graxaim-do-campo                                                                                 |
|  | |
|  | Lycalopex griseus raposa-cinzenta-argentina                                                                           |
|  | |

|  | Lycalopex gymnocerus graxaim-do-campo       |
|  |                                             |
|  | Lycalopex griseus raposa-cinzenta-argentina |
|  |                                             |

|  | Lycalopex sechurae raposa-do-deserto-peruana |
|  |                                              |
|  | Lycalopex culpaeus Raposa-colorada           |
|  |                                              |

|  | \| \| Lycalopex gymnocerus graxaim-do-campo \| \| \| \| \| \| Lycalopex griseus raposa-cinzenta-argentina \| \| \| \| |
|  | |
|  | Lycalopex gymnocerus graxaim-do-campo                                                                                 |
|  | |
|  | Lycalopex griseus raposa-cinzenta-argentina                                                                           |
|  | |

|  | Lycalopex gymnocerus graxaim-do-campo       |
|  |                                             |
|  | Lycalopex griseus raposa-cinzenta-argentina |
|  |                                             |

|  | Lycalopex sechurae raposa-do-deserto-peruana |
|  |                                              |
|  | Lycalopex culpaeus Raposa-colorada           |
|  |                                              |

|  | \| \| Lycalopex gymnocerus graxaim-do-campo \| \| \| \| \| \| Lycalopex griseus raposa-cinzenta-argentina \| \| \| \| |
|  | |
|  | Lycalopex gymnocerus graxaim-do-campo                                                                                 |
|  | |
|  | Lycalopex griseus raposa-cinzenta-argentina                                                                           |
|  | |

|  | Lycalopex gymnocerus graxaim-do-campo       |
|  |                                             |
|  | Lycalopex griseus raposa-cinzenta-argentina |
|  |                                             |

|  | Lycalopex sechurae raposa-do-deserto-peruana |
|  |                                              |
|  | Lycalopex culpaeus Raposa-colorada           |
|  |                                              |

|  | \| \| Lycalopex gymnocerus graxaim-do-campo \| \| \| \| \| \| Lycalopex griseus raposa-cinzenta-argentina \| \| \| \| |
|  | |
|  | Lycalopex gymnocerus graxaim-do-campo                                                                                 |
|  | |
|  | Lycalopex griseus raposa-cinzenta-argentina                                                                           |
|  | |

|  | Lycalopex gymnocerus graxaim-do-campo       |
|  |                                             |
|  | Lycalopex griseus raposa-cinzenta-argentina |
|  |                                             |

|  | Lycalopex sechurae raposa-do-deserto-peruana |
|  |                                              |
|  | Lycalopex culpaeus Raposa-colorada           |
|  |                                              |

|  | \| \| Lycalopex gymnocerus graxaim-do-campo \| \| \| \| \| \| Lycalopex griseus raposa-cinzenta-argentina \| \| \| \| |
|  | |
|  | Lycalopex gymnocerus graxaim-do-campo                                                                                 |
|  | |
|  | Lycalopex griseus raposa-cinzenta-argentina                                                                           |
|  | |

|  | Lycalopex gymnocerus graxaim-do-campo       |
|  |                                             |
|  | Lycalopex griseus raposa-cinzenta-argentina |
|  |                                             |

|  | Lycalopex sechurae raposa-do-deserto-peruana |
|  |                                              |
|  | Lycalopex culpaeus Raposa-colorada           |
|  |                                              |

|  | \| \| Lycalopex gymnocerus graxaim-do-campo \| \| \| \| \| \| Lycalopex griseus raposa-cinzenta-argentina \| \| \| \| |
|  | |
|  | Lycalopex gymnocerus graxaim-do-campo                                                                                 |
|  | |
|  | Lycalopex griseus raposa-cinzenta-argentina                                                                           |
|  | |

|  | Lycalopex gymnocerus graxaim-do-campo       |
|  |                                             |
|  | Lycalopex griseus raposa-cinzenta-argentina |
|  |                                             |

|  | Lycalopex sechurae raposa-do-deserto-peruana |
|  |                                              |
|  | Lycalopex culpaeus Raposa-colorada           |
|  |                                              |

|  | \| \| Lycalopex gymnocerus graxaim-do-campo \| \| \| \| \| \| Lycalopex griseus raposa-cinzenta-argentina \| \| \| \| |
|  | |
|  | Lycalopex gymnocerus graxaim-do-campo                                                                                 |
|  | |
|  | Lycalopex griseus raposa-cinzenta-argentina                                                                           |
|  | |

|  | Lycalopex gymnocerus graxaim-do-campo       |
|  |                                             |
|  | Lycalopex griseus raposa-cinzenta-argentina |
|  |                                             |

|  | Lycalopex sechurae raposa-do-deserto-peruana |
|  |                                              |
|  | Lycalopex culpaeus Raposa-colorada           |
|  |                                              |

|  | \| \| Lycalopex gymnocerus graxaim-do-campo \| \| \| \| \| \| Lycalopex griseus raposa-cinzenta-argentina \| \| \| \| |
|  | |
|  | Lycalopex gymnocerus graxaim-do-campo                                                                                 |
|  | |
|  | Lycalopex griseus raposa-cinzenta-argentina                                                                           |
|  | |

|  | Lycalopex gymnocerus graxaim-do-campo       |
|  |                                             |
|  | Lycalopex griseus raposa-cinzenta-argentina |
|  |                                             |

|  | Lycalopex sechurae raposa-do-deserto-peruana |
|  |                                              |
|  | Lycalopex culpaeus Raposa-colorada           |
|  |                                              |

|  | \| \| Lycalopex gymnocerus graxaim-do-campo \| \| \| \| \| \| Lycalopex griseus raposa-cinzenta-argentina \| \| \| \| |
|  | |
|  | Lycalopex gymnocerus graxaim-do-campo                                                                                 |
|  | |
|  | Lycalopex griseus raposa-cinzenta-argentina                                                                           |
|  | |

|  | Lycalopex gymnocerus graxaim-do-campo       |
|  |                                             |
|  | Lycalopex griseus raposa-cinzenta-argentina |
|  |                                             |

|  | Lycalopex sechurae raposa-do-deserto-peruana |
|  |                                              |
|  | Lycalopex culpaeus Raposa-colorada           |
|  |                                              |

|  | \| \| Lycalopex gymnocerus graxaim-do-campo \| \| \| \| \| \| Lycalopex griseus raposa-cinzenta-argentina \| \| \| \| |
|  | |
|  | Lycalopex gymnocerus graxaim-do-campo                                                                                 |
|  | |
|  | Lycalopex griseus raposa-cinzenta-argentina                                                                           |
|  | |

|  | Lycalopex gymnocerus graxaim-do-campo       |
|  |                                             |
|  | Lycalopex griseus raposa-cinzenta-argentina |
|  |                                             |

|  | Lycalopex sechurae raposa-do-deserto-peruana |
|  |                                              |
|  | Lycalopex culpaeus Raposa-colorada           |
|  |                                              |

|  | \| \| Lycalopex gymnocerus graxaim-do-campo \| \| \| \| \| \| Lycalopex griseus raposa-cinzenta-argentina \| \| \| \| |
|  | |
|  | Lycalopex gymnocerus graxaim-do-campo                                                                                 |
|  | |
|  | Lycalopex griseus raposa-cinzenta-argentina                                                                           |
|  | |

|  | Lycalopex gymnocerus graxaim-do-campo       |
|  |                                             |
|  | Lycalopex griseus raposa-cinzenta-argentina |
|  |                                             |

|  | Lycalopex sechurae raposa-do-deserto-peruana |
|  |                                              |
|  | Lycalopex culpaeus Raposa-colorada           |
|  |                                              |

|  | \| \| Lycalopex gymnocerus graxaim-do-campo \| \| \| \| \| \| Lycalopex griseus raposa-cinzenta-argentina \| \| \| \| |
|  | |
|  | Lycalopex gymnocerus graxaim-do-campo                                                                                 |
|  | |
|  | Lycalopex griseus raposa-cinzenta-argentina                                                                           |
|  | |

|  | Lycalopex gymnocerus graxaim-do-campo       |
|  |                                             |
|  | Lycalopex griseus raposa-cinzenta-argentina |
|  |                                             |

|  | Lycalopex sechurae raposa-do-deserto-peruana |
|  |                                              |
|  | Lycalopex culpaeus Raposa-colorada           |
|  |                                              |

|  | \| \| Lycalopex gymnocerus graxaim-do-campo \| \| \| \| \| \| Lycalopex griseus raposa-cinzenta-argentina \| \| \| \| |
|  | |
|  | Lycalopex gymnocerus graxaim-do-campo                                                                                 |
|  | |
|  | Lycalopex griseus raposa-cinzenta-argentina                                                                           |
|  | |

|  | Lycalopex gymnocerus graxaim-do-campo       |
|  |                                             |
|  | Lycalopex griseus raposa-cinzenta-argentina |
|  |                                             |

|  | Lycalopex sechurae raposa-do-deserto-peruana |
|  |                                              |
|  | Lycalopex culpaeus Raposa-colorada           |
|  |                                              |

|  | \| \| Lycalopex gymnocerus graxaim-do-campo \| \| \| \| \| \| Lycalopex griseus raposa-cinzenta-argentina \| \| \| \| |
|  | |
|  | Lycalopex gymnocerus graxaim-do-campo                                                                                 |
|  | |
|  | Lycalopex griseus raposa-cinzenta-argentina                                                                           |
|  | |

|  | Lycalopex gymnocerus graxaim-do-campo       |
|  |                                             |
|  | Lycalopex griseus raposa-cinzenta-argentina |
|  |                                             |

|  | Lycalopex sechurae raposa-do-deserto-peruana |
|  |                                              |
|  | Lycalopex culpaeus Raposa-colorada           |
|  |                                              |

|  | \| \| Lycalopex gymnocerus graxaim-do-campo \| \| \| \| \| \| Lycalopex griseus raposa-cinzenta-argentina \| \| \| \| |
|  | |
|  | Lycalopex gymnocerus graxaim-do-campo                                                                                 |
|  | |
|  | Lycalopex griseus raposa-cinzenta-argentina                                                                           |
|  | |

|  | Lycalopex gymnocerus graxaim-do-campo       |
|  |                                             |
|  | Lycalopex griseus raposa-cinzenta-argentina |
|  |                                             |

|  | Lycalopex sechurae raposa-do-deserto-peruana |
|  |                                              |
|  | Lycalopex culpaeus Raposa-colorada           |
|  |                                              |

|  | \| \| Lycalopex gymnocerus graxaim-do-campo \| \| \| \| \| \| Lycalopex griseus raposa-cinzenta-argentina \| \| \| \| |
|  | |
|  | Lycalopex gymnocerus graxaim-do-campo                                                                                 |
|  | |
|  | Lycalopex griseus raposa-cinzenta-argentina                                                                           |
|  | |

|  | Lycalopex gymnocerus graxaim-do-campo       |
|  |                                             |
|  | Lycalopex griseus raposa-cinzenta-argentina |
|  |                                             |

|  | Lycalopex sechurae raposa-do-deserto-peruana |
|  |                                              |
|  | Lycalopex culpaeus Raposa-colorada           |
|  |                                              |